# Stigmella tristis
Stigmella tristis is een vlinder uit de familie dwergmineermotten (Nepticulidae). De wetenschappelijke naam is voor het eerst geldig gepubliceerd in 1862 door Wocke.
De soort komt voor in Europa.